# Flammarion (cráter marciano)
Flammarion es un cráter de impacto de grandes proporciones del planeta Marte situado en el cuadrángulo Syrtis Major, al norte del cráter Schöner, al noreste de 
Tikhonravov, al este de Cassini, al sur de Rudaux, al sureste de Quenisset y al noroeste de Antoniadi, en las coordenadas 25.4° norte y 299.2º oeste.
|  |

El impacto provocó una huella de 173 kilómetros de diámetro. El nombre fue aprobado en 1973 por la Unión Astronómica Internacional, en honor al astrónomo francés Camille Flammarion (1842-1925).
| [[File:Wikiflammarion.jpg\|1200px\|alt={{{Alt\|{{{descripción}}}]]                       |
| Cráter Flammarion, vista CPX. Un pequeño canal es visible en la pared norte (izquierda). |

|  |